# Eupithecia cognata
Eupithecia cognata är en fjärilsart som beskrevs av Karl Dietze 1910. Eupithecia cognata ingår i släktet Eupithecia och familjen mätare. Inga underarter finns listade i Catalogue of Life.